# Artur Górak
Artur Górak (ur. 1971) – polski historyk, doktor habilitowany nauk humanistycznych, adiunkt na Wydziale Humanistycznym Uniwersytetu Marii Curie-Skłodowskiej w Lublinie, profesor Uniwersytetu Kardynała Stefana Wyszyńskiego w Warszawie.

## Praca naukowa
W 1995 ukończył studia historyczne na Uniwersytecie Marii Curie-Skłodowskiej w Lublinie i obronił pracę magisterską pt. Heraldyka i sfragistyka miejska Ziemi Chełmskiej napisaną pod kierunkiem prof. Józefa Szymańskiego. W tym roku podjął pracę jako asystent w Zakładzie Nauk Pomocniczych Historii. W 2004 r., na Wydziale Humanistycznym UMCS, na podstawie rozprawy pt. Kancelaria Zarządu Gubernialnego Lubelskiego (1867-1918) napisanej pod kierunkiem Krzysztofa Skupieńskiego uzyskał stopień naukowy doktora nauk humanistycznych w zakresie historii, specjalności: archiwistyka, historia nowożytna. Został adiunktem w Zakładzie Archiwistyki UMCS. W 2016 r., na podstawie osiągnięcia naukowego pt. Efektywność rosyjskiego systemu biurokratycznego w Królestwie Polskim (1867-1918), otrzymał stopień doktora habilitowanego nauk humanistycznych w zakresie historii, specjalności: historia XIX w., archiwistyka. Pracownik Katedry Archiwistyki i Nauk Pomocniczych Historii UMCS. Członek zarządu Polskiego Towarzystwa Heraldycznego oddział w Lublinie. Prezes Towarzystwa Nauki i Kultury "Libra". Redaktor czasopism „Dzieje Burokracji” i „Wschodni Rocznik Humanistyczny”.
Artur Górak zasłynął kontrowersyjnym wpisem pod adresem osób, które w 2017 pikietowały przed Pałacem Prezydenckim w Warszawie: "Ja bym kazał strzelać do tego bydła". Pod wpływem społecznego oburzenia Górak przeprosił za te słowa, a władze Uniwersytetu Marii Curie-Skłodowskiej ukarały historyka naganą i czteroletnim zakazem sprawowania funkcji kierowniczych na uczelni.
Od 2023 r. jest profesorem UKSW i wykłada na Wydziale Nauk Historycznych.